# Bulbophyllum idenburgense
Bulbophyllum idenburgense là một loài phong lan thuộc chi Bulbophyllum.